# Liz Anderson
Elizabeth Jane "Liz" Anderson, nata Haaby (Roseau, 13 gennaio 1930 – Nashville, 31 ottobre 2011), è stata una cantante statunitense.

## Discografia
- 1966 - (My Friends Are Gonna Be) Strangers
- 1967 - The Game of Triangles (con Norma Jean e Bobby Bare)
- 1967 - Liz Anderson Sings
- 1967 - Cookin' Up Hits
- 1968 - Liz Anderson Sings Her Favorites
- 1968 - Like a Merry-Go Round
- 1969 - Country Style
- 1969 - If the Creek Don't Rise
- 1970 - Husband Hunting
- 1983 - My Last Rose
- 1989 - Christmas Songs for Kids of All Ages
- 1999 - The Cowgirl Way
- 2004 - The Fairy God Mother Sings Children's Songs for National Holidays